# Gmina Kleszczów
Die Gmina Kleszczów  ist eine Landgemeinde im Powiat Bełchatowski der Woiwodschaft Łódź in Polen. Sie hat etwa 6900 Einwohner und ihr Sitz ist das Dorf Kleszczów mit mehr als 2000 Einwohnern. Auf dem Gebiet der Gemeinde liegt mit dem Kraftwerk Bełchatów (polnisch Elektrownia Bełchatów) das weltgrößte Braunkohlekraftwerk.

## Geographie

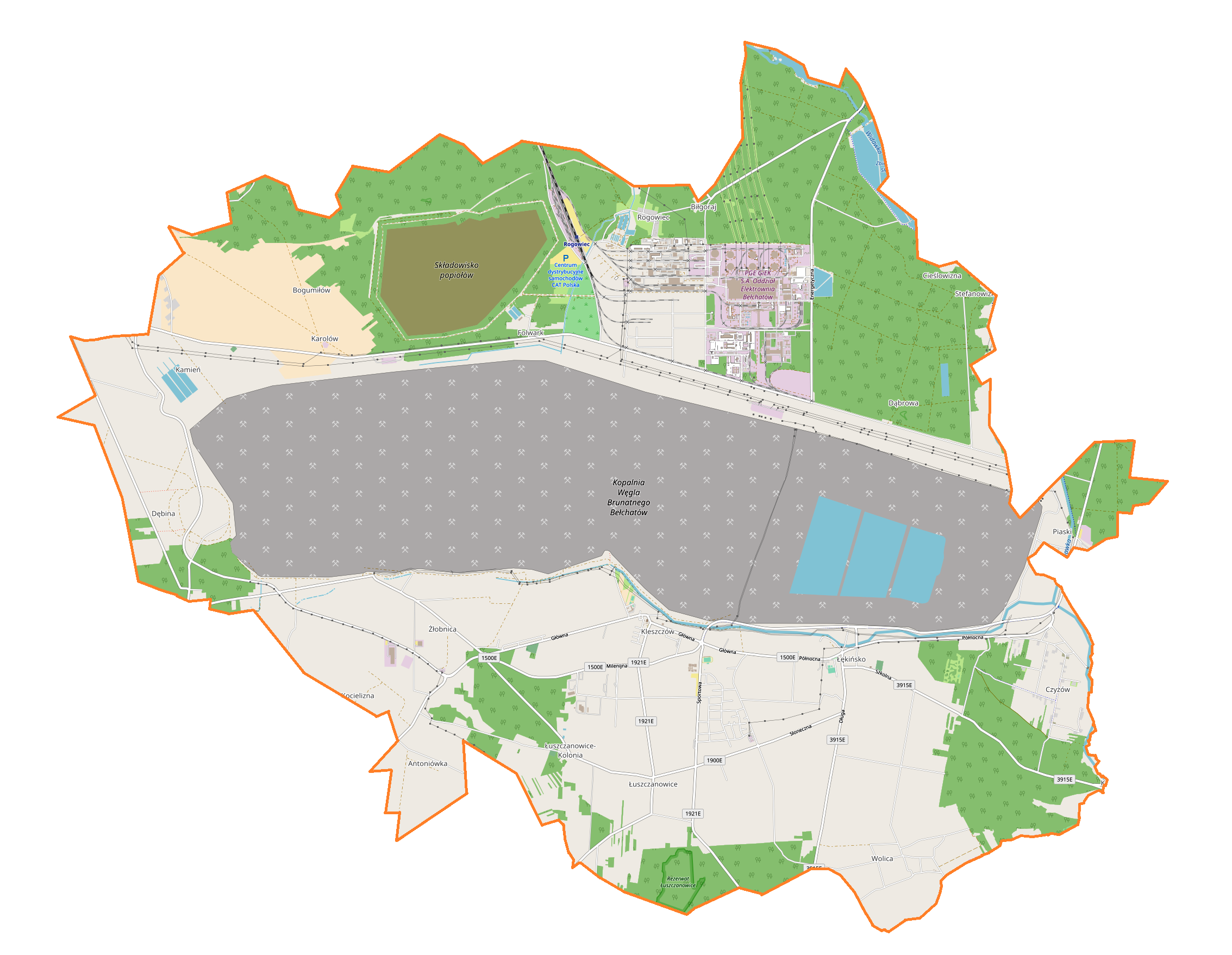
Karte der Gemeinde

Die Gemeinde liegt im Süden der Woiwodschaft. Die Kreisstadt Bełchatów (deutsch Belchatow) liegt 15 Kilometer, Łódź (Lodz) 75 Kilometer nördlich und Warschau 180 Kilometer nordöstlich. Nachbargemeinden sind im Powiat Bełchatowski Szczerców im Nordwesten, Kluki im Norden und Bełchatów im Nordosten, im Powiat Radomszczański Kamieńsk im Osten, Dobryszyce und Lgota Wielka im Süden und im Powiat Pajęczański Sulmierzyce im Südwesten. Die Gemeinde hatte ehemals eine Fläche von 124 km², von der 42 Prozent land- und 28 Prozent forstwirtschaftlich genutzt wurden (2017). Ihr Gebiet ist mit 62 Einwohnern/km² dünn besiedelt. Der zentrale Teil des Gemeindegebiets wird von der Braunkohlengrube Bełchatów (Kopalnia Węgla Brunatnego „Bełchatów”) eingenommen. Die Widawka fließt an der östlichen Gemeindegrenze zur Warthe, sie wird bei Słok aufgestaut.

## Geschichte
Die Landgemeinde Kleszczów wurde 1954 in Gromadas zerschlagen und zum 1. Januar 1973 im Powiat Piotrkowski der ehemaligen Woiwodschaft Łódź wieder gebildet. Von 1975 bis 1998 gehörte die Gemeinde zur Woiwodschaft Piotrków. Der Powiat war in dieser Zeit aufgelöst. Die Landgemeinde kam 1999 an den Powiat Bełchatowski der Woiwodschaft Łódź im gegenwärtigen Gebietszuschnitt. Wójt ist seit den Kommunalwahlen 2024 Dariusz Michałek. Die Gemeinde hat seit 2017 ein Gebiet von 20 km² an Nachbargemeinden abgegeben.

## Gliederung
Zur Landgemeinde (gmina wiejska) Kleszczów gehören die zehn folgenden Dörfer mit einem Schulzenamt (sołectwo), denen weitere Orte ohne Schulzenamt zugeordnet sind (Einwohnerzahlen der Schulzenämter in Klammern):
Antoniówka (236)
Czyżów (300)
Dębina (8)
Kamień (41)
Kleszczów (2088)
Łękińsko (1298)
Łuszczanowice (1733)
Rogowiec (51)
Wolica (636)
Żłobnica (517)
Kleinere Dörfer der Gemeinde sind:
Aleksandrów
Bogumiłów
Faustynów
Folwark
Karolów
Kuców
Piaski
Stawek
Weitere Orte der Gemeinde sind die Siedlungen Łuszczanowice-Kolonia und Wola Grzymalina-Kolonia sowie die Weiler und Wohnplätze der Gemeinde sind: Adamów, Będków, Kocielizna und Stefanowizna.

## Verkehr
Die Woiwodschaftsstraße DW484 führt östlich des Gemeindegebiets vorbei, sie erreicht in Kamieńsk die Autobahn A1.
Der nächste Bahnhof ist Gomunice an der Bahnstrecke Warschau–Katowice.
Der nächste internationale Flughafen ist Łódź.

## Bilder

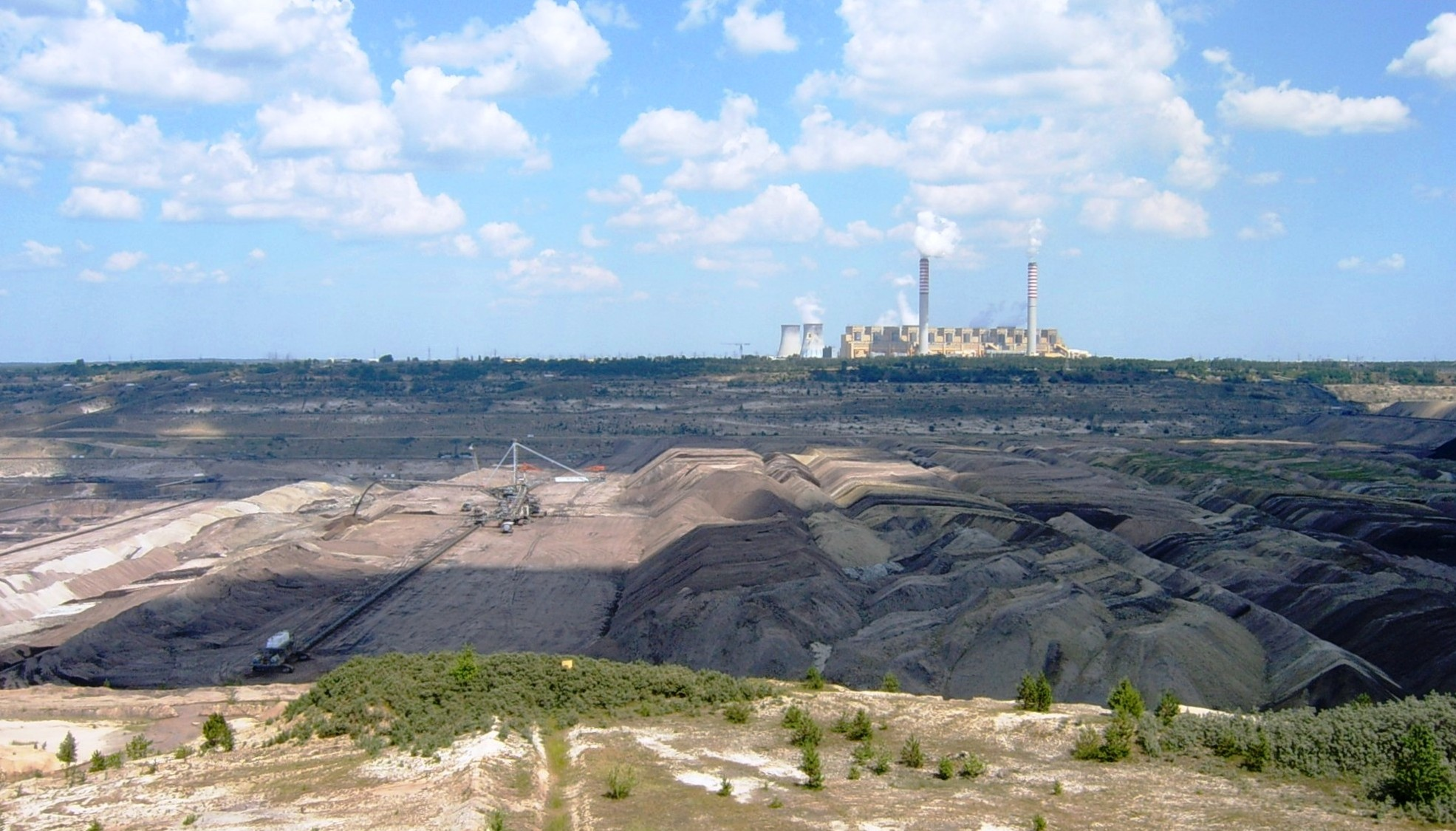
Braunkohlengrube Bełchatów
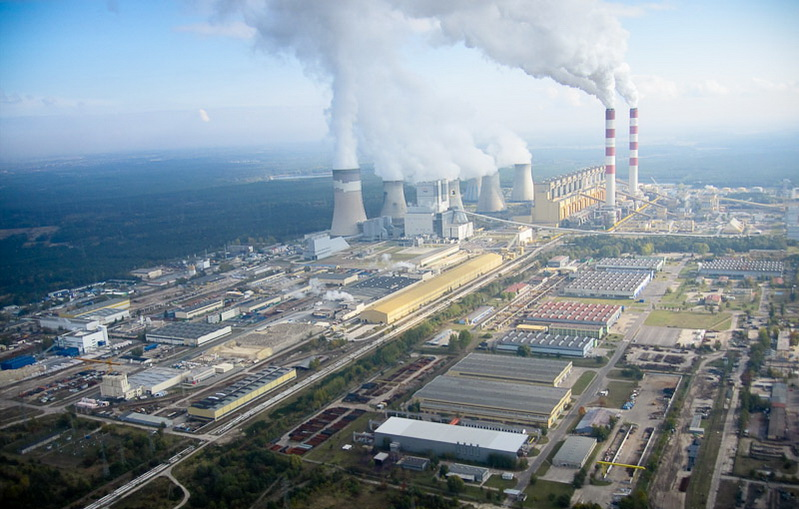
Kraftwerk Bełchatów, 2012
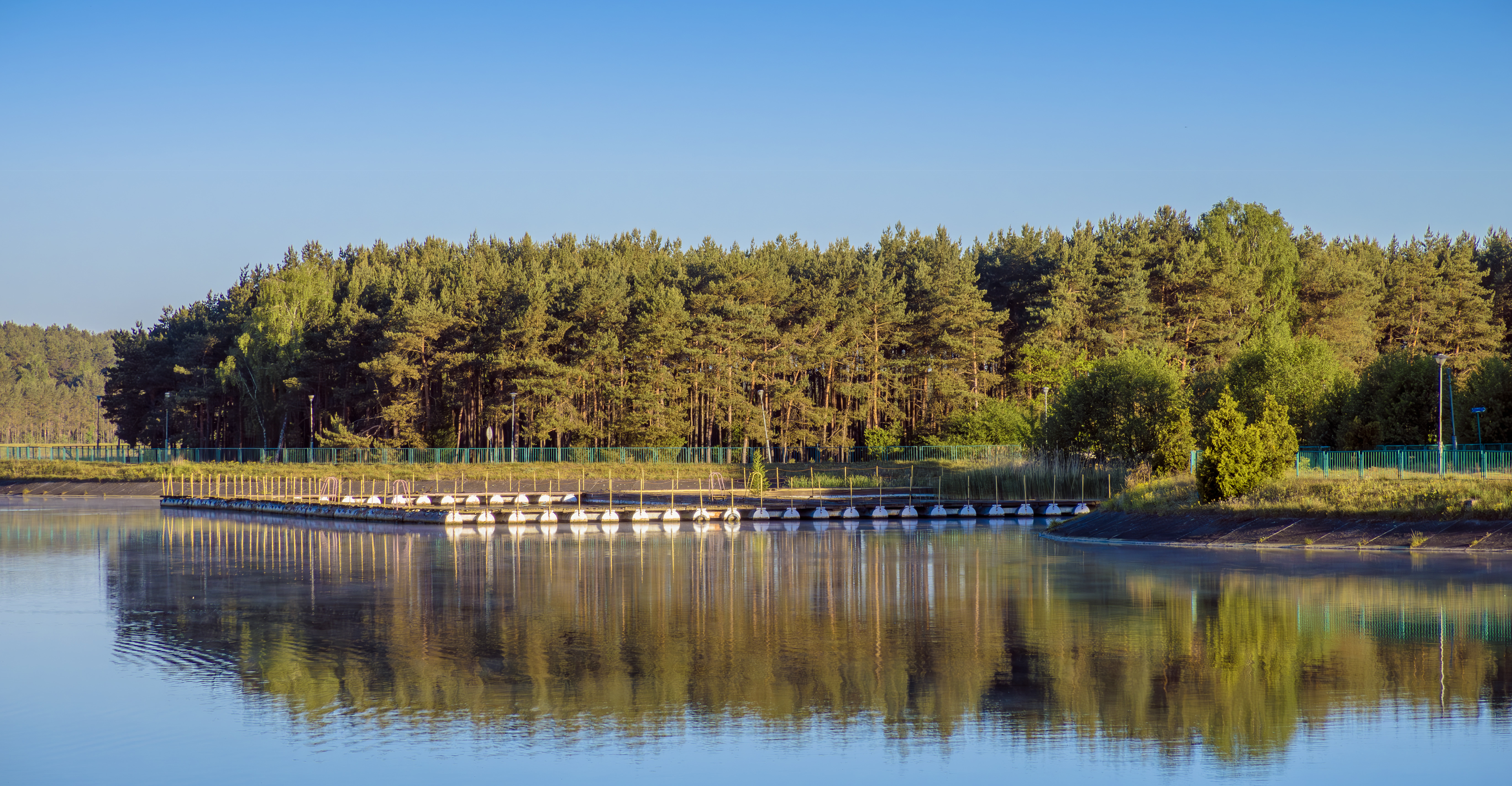
Stausee bei Słok